# Purple Records
Purple Records est un label discographique créé par les managers du groupe de hard rock Deep Purple en 1971 et distribué par EMI. Il disparaît en 1979, quelques années après la séparation du groupe.

## Artistes de Purple Records
- Deep Purple : Machine Head (1972), Made in Japan (1972), Who Do We Think We Are (1973), Burn (1974), Stormbringer (1974), Come Taste the Band (1975), Made in Europe (1976)

- Tony Ashton
- David Coverdale : White Snake (1977), Northwinds (1978)
- Curtiss Maldoon (en) : Curtiss Maldoon (1971), Maldoon (1973)
- Michael Des Barres
- Elf : Carolina County Ball (1974)
- Yvonne Elliman : Food of Love (1973)
- Roger Glover & Friends : The Butterfly Ball and the Grasshopper's Feast (1974)
- Hard Stuff (en) : Bulletproof (1972), Bolex Dementia (1973)
- Rupert Hine : Pick Up a Bone (1971)
- Carol Hunter : The Next Voice You Hear (1973)
- Jon Lord : Gemini Suite (1971), Windows (1973), Sarabande (1976)
- Jon Pertwee
- Silverhead (en) : Silverhead (1972), 16 and Savaged (1973)
- Tucky Buzzard (en) : Allright On the Night (1973), Buzzard (1973)

## Résurrection
En 1999, Simon Robinson, cofondateur du label RPM Productions (spécialisé dans les rééditions d'anciens albums), relance le label « Purple Records » pour publier des documents d'archives et des enregistrements inédits de Deep Purple, des membres du groupe en solo et d'artistes liés.